# Iàkov Sverdlov
Iàkov Sverdlov (rus: Яков Михайлович Свердлов)  (Nijni Nóvgorod, 3 de juny de 1885 - Moscou, 16 de març de 1919), nom complet amb patronímic Iàkov Mikhàilovitx Sverdlov, conegut sota els pseudònims Andrei, Mikhàlitx, Max, Smirnov, Permiàkov, fou un líder del partit bolxevic i un dirigent polític rus.

## Biografia
Va néixer a Nijni Nóvgorod de família jueva, fill de Mikhail Izraélevitx Sverdlov, que era un modest gravador, i Ielizaveta Solomónova. Va conèixer per Maksim Gorki. El 1902 s'uní al partit socialdemòcrata de Rússia i després a la secció bolxevic. Va participar en la Revolució de 1905. L'octubre de 1905 va fundar i va dirigir a Ekaterinburg Consell de Diputats Obrers.
Va ser arrestat el juny de 1906 empresonat i exiliat a Turukhansk, Sibèria, junt amb Ióssif Stalin. El 1909 torna a ser a Moscou, organitzant l'estructura del POSDR, però és novament detingut. Aconsegueix escapolir-se, però el detenen una altra vegada per ser deportat per quatre anys. Torna a escapar, i és novament atrapat.Al llarg d'aquests anys desenvolupa la seva capacitat organitzativa i oratòria, portant les consignes revolucionàries a fàbriques, tallers i reunions clandestines en ciutats i pobles arreu de Rússia.
Després de la revolució de febrer de 1917, Sverdlov va tornar a Petrograd de l'exili i va ser reelegit al Comitè Central del Partit Bolxevic. Va tenir un paper important en la planificació de la Revolució d'Octubre. Va conèixer per primera vegada Lenin a l'abril de 1917 i va ser posteriorment escollit com a president de la Secretaria del Comitè Central. Esdevingué un dirigent destacat del partit, en el qual sovint era qui portava a la pràctica les decisions de la direcció. El juliol del 1917, quan la policia tsarista deté la majoria dels membres del partit bolxevic i dels socialrevolucionaris d'esquerra (uns són assassinats, altres empresonats i d'altres, com Lenin, passen a la clandestinitat), Sverdlov no és detingut, i de forma clandestina es queda a Petrograd, reorganitza el partit, preserva els seus membres de més detencions, anima amb les seves missives als militants, imprimeix una activitat inusitada per fer que el Partit recobri el vigor de la lluita i consolida l'estructura organitzativa i el cercle dirigent bolxevic de la futura nova ofensiva que desembocaria en la revolució socialista d'octubre. Sverdlov era conegut per una memòria prodigiosa i ser capaç de conservar els noms i detalls dels companys revolucionaris durant l'exili i la clandestinitat. Era valorat per la seva capacitat organitzativa i amb la seva direcció es van posar en marxa milers de comitès locals del partit.
Membre del Comitè Executiu del Comitè Militar Revolucionari, presidí les reunions del 10 al 16 d'octubre del Comitè Central del Partit a Petrograd, per prendre la decisió d'iniciar la Revolució. Fou el representant dels bolxevics al Segon Congrés dels Soviets d'octubre/novembre de 1917.
Sverdlov va ser elegit president del Comitè Executiu Central de Rússia (VTsIK) al novembre de 1917, en substitució de Lev Kàmenev i es va convertir posteriorment en cap d'estat de la Federació Russa Soviètica fins a la seva mort. Va ser un estret aliat de Vladímir Lenin, va tenir un paper important en la decisió del gener de 1918 per de donar el poder als Soviets dissolent l'Assemblea Constituent de Rússia, i en la posterior signatura el 3 de març del Tractat de Brest-Litovsk, assolint així la fi de la participació russa en la I Guerra Mundial.
Fou destacada la seva participació en el Tercer Congrés dels Soviets, el gener de 1918, on presentà l'informe del Comitè Executiu (VTsIK, poder legislatiu), mentre Lenin presentava el del Consell de Comissaris del Poble (Sovnarkom o SNK, poder executiu). En el Congrés s'aprovaren la Declaració de Drets del Poble Treballador i Explotat, que seria base de la futura Constitució soviètica de 1918, i la Llei Fonamental de la Socialització de la Terra, que va proveir els eixos bàsics de la redistribució i socialització de la terra. S'aprovà la constitució de la República Socialista Federada Soviètica de Rússia, sobre la base de la lliure federació dels pobles de Rússia.
En esclatar la Guerra Civil Russa va recórrer el país cridant al poble a combatre contra l'Exèrcit Blanc i defensar la revolució socialista. Segons l'historiador Edvard Radzinski, Sverdlov va tenir un paper en l'execució del tsar Nicolau II i la seva família. Sverllov hauria ordenat la seva execució el 16 de juliol de 1918 que tingué lloc a Iekaterinburg.

Va morir sobtadament afectat de grip i febre tifoidea durant l'epidèmia de 1919 després d'una visita a la ciutat d'Oriol.. A la seva mort, el 16 de març de 1919, fou succeït al Consell Executiu de forma interina per Mikhaïl Vladimirski, i dues setmanes després per Mikhaïl Kalinin.

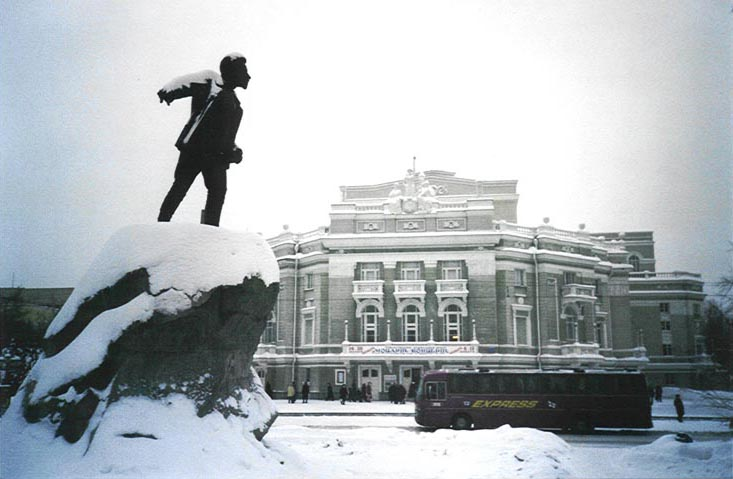
Estàtua de Sverdlov a Iekaterinburg, abans anomenada Sverdlovsk.

Davant al seva tomba Lenin feu el discurs, on declarà "El camarada Yàkov Mikhàilovitx Sverdlov ... no només és un símbol etern de devoció per la consecució de la Revolució, ens guiarà com a model de sobrietat i per la seva aptitud pràctica de ple contacte amb les masses, alhora que la seva actitud és exemple per al proletariat, perquè seguim endavant fins a la victòria completa de la Revolució Comunista Mundial"
La ciutat de Iekaterinburg va ser rebatejada com a Sverdlovsk el 1924 per honorar-lo. El 1991, les autoritats del govern de Boris Ielstsin van canviar el nom de la ciutat amb el seu antic nom després de la dissolució de la Unió Soviètica. La província, óblast de Sverdlovsk, manté el seu nom.
Està enterrat a la Necròpolis de la Muralla del Kremlin de Moscou.r
El vaixell destructor de l'antiga armada imperial russa Novik va ser rebatejat Iàkov Sverdlov el 1923. També la classe Sverdlov de naus per l'armada soviètica.
Amb el seu nom fou també batejada la Universitat Sverdlov de Leningrad, per a la formació de militants polítics. La figura de Yàkov Sverdlov aparegué en moltes obres literàries i pel·lícules soviètiques, entre els quals "“Yákov Sverdlov”, dirigida per Serguei Yutkévitx.